# Maurilia semicircularis
Maurilia semicircularis är en fjärilsart som beskrevs av Embrik Strand 1915. Maurilia semicircularis ingår i släktet Maurilia och familjen trågspinnare. Inga underarter finns listade i Catalogue of Life.